# Zaręby (powiat przasnyski)
Zaręby – wieś w Polsce położona w województwie mazowieckim, w powiecie przasnyskim, w gminie Chorzele. Ma status sołectwa. Największa kurpiowska wieś w gminie Chorzele.

## Historia
Wieś leżała w starostwie przasnyskim, w ziemi ciechanowskiej w województwie mazowieckim. Powstała zapewne w XVII wieku. Nazwa pochodzi od zaręby, czyli wyrębu drzew, terenu wykarczowanego pod osadę, albo od nazwy rodowej Zaręba (Zaremba). W 1686 istniały księgi metrykalne miejscowej parafii, jednej z najstarszych w Puszczy Zielonej. Wieś była częścią klucza zarębskiego należącego do rodziny szlachciców Zielińskich.
W XVIII wieku w pobliżu wsi znajdował się fort, który wykorzystywano podczas konfederacji dzikowskiej. Wzniesiono go prawdopodobnie na przełomie 1733 i 1734, korzystając z dogodnego położenia w pobliżu szlaków komunikacyjnych m.in. w stronę Królewca. Znajdował się zapewne ok. 1,5 km na wschód od wsi, w otoczeniu rozległych bagien. 10 lub 11 grudnia 1735 pod Zarębami stoczono bitwę: ok. 500 Kurpi i ok. 700–800 regularnego wojska wspieranego przez zaciąg zagraniczny po stronie Stanisława Leszczyńskiego walczyło przeciwko Rosjanom z wojska Augusta III. Część Kurpiów została przekupiona obietnicą zatwierdzenia zwolnień podatkowych oraz pieniędzmi. Opuścili posterunek. Dzikowianami dowodził Szwed, generał lejtnant w służbie francuskiej Jan Stenflycht. Mimo klęski konfederacji znaczna część Kurpiów pozostała po stornie Leszczyńskiego, ale kiedy abdykował w styczniu 1736, przywódcy dzikowian uznali Augusta III królem. Kurpie ze starostwa łomżyńskiego stawiali mu opór jeszcze do końca czerwca 1736.
Na przełomie 1769 i 1770, w czasie konfederacji barskiej, w rejonie wsi Olszewka, Rachujka, Zaręby, Brodowe Łąki i Parciaki koncentrowała się partia Józefa Sawy-Calińskiego.
W 1795 wraz z upadkiem I Rzeczypospolitej Zaręby zostały włączone do państwa pruskiego (prowincja Prusy Nowowschodnie, departament płocki, powiat przasnyski). Po powstaniu Księstwa Warszawskiego wieś była częścią departamentu płockiego i powiatu przasnyskiego. Po powołaniu do życia Kongresówki wieś włączono do województwa płockiego, obwodu przasnyskiego i powiatu przasnyskiego. Obowiązywał podział gminny z okresu Księstwa Warszawskiego. W 1837 województwa przemianowano na gubernie, w 1842 obwody na powiaty, a powiaty na okręgi sądowe. Od 1867 wieś znalazła się w gminie Zaręby, której była siedzibą, w powiecie przasnyskim i guberni płockiej.
W czasie rządów pruskich wieś i folwark zajmowały powierzchnię 787 włók magdeburskich, w tym 211 włók łąk i 262 włók lasu. W 1827 we wsi było 50 domów, w których mieszkało 313 osób. W 1852 powierzchnię wsi i folwarku oceniano na 395 włók nowopolskich. W 1868 folwark we wsi obejmował obszar 2665 morgów. We wsi mieszkało 121 osób, powierzchnia działek wynosiła 2331 morgów. W Słowniku geograficznym Królestwa Polskiego i innych krajów słowiańskich wydanym w 1895 czytamy, że wieś liczyła 123 domy, w których mieszkało 790 osób. Obejmowała 2695 morgów, w tym 682 morgów nieużytków. Należała do parafii Zaręby. W 1892 we wsi była szkoła wiejska działająca w wynajętym budynku.
Kiedy w 1915 powstało Generał-Gubernatorstwo Warszawskie, powiat przasnyski, a z nim Zaręby, był jego częścią. W czasie działań militarnych podczas I wojny światowej, szczególnie w 1915, wieś została zniszczona w 96%.
Od 1919 wieś należała do powiatu przasnyskiego w województwie warszawskim. W 1933 w obrębie gmin wprowadzono podział na gromady. Wieś tworzyła gromadę Zaręby. Według spisu powszechnego z 1921 we wsi istniało 125 budynków mieszkalnych (jeden był niezamieszkały). Populacja wsi wynosiła 584 osoby, wszystkie były wyznania rzymskokatolickiego i polskiej narodowości.
W okresie międzywojennym stacjonowała tu placówka Straży Celnej „Zaręby I” i placówka Straży Celnej „Zaręby II”. W 1933 w Zarębach urodził się Mieczysław Makowski, syn pracującego tu, a pochodzącego z Poznańskiego strażnika granicznego Leopolda Makowskiego.
W roku szkolnym 1930/1931 we wsi notowano dwuklasową szkołę powszechną w wynajętych pomieszczeniach. Prawdopodobnie w 1935 postawiono drewniany parterowy budynek szkolny. Inicjatorem był kierownik szkoły Stanisław Małkiewicz, który pracował w Zarębach w latach 1932–1939. Do 2004 w budynku funkcjonowało przedszkole. W czasie okupacji hitlerowskiej w budynku szkolnym mieściło się biuro komisarza niemieckiego.
Z dniem 1 listopada 1939 do III Rzeszy wcielono północną część województwa warszawskiego. Wieś była częścią Rejencji Ciechanowskiej, która weszła w skład prowincji Prusy Wschodnie. Podczas okupacji  we wsi mieszkało wielu przesiedleńców z terenów powiatu przasnyskiego i mławskiego, gdzie zorganizowano poligony wojskowe.
Z dniem 22 sierpnia 1944 przywrócono przedwojenną administrację. Wieś leżała w powiecie przasnyskim i województwie warszawskim. W 1954 zlikwidowano gminy, w tym gminę Zaręby, i zastąpiono je gromadami. Wieś należała do gromady Zaręby i była jej siedzibą.
W 1973 przywrócono istnienie gmin. W latach 1973–1976 miejscowość była siedzibą gminy Zaręby. Potem wieś włączono do gminy Chorzele. W latach 1975–1998 miejscowość administracyjnie należała do województwa ostrołęckiego. Od 1999 jest częścią do gminy Chorzele w powiecie przasnyskim i województwie mazowieckim.
W październiku 1970 oddano do użytku murowany piętrowy budynek szkolny. Na początku lat 70. XX wieku, gdy w Zarębach była siedziba gminy, funkcjonowała tu Zbiorcza Szkoła Gminna. Filie zorganizowano w Mącicach i Łazie. Istniał tu zespół szkół (szkoła podstawowa im. Bolesława Chrobrego i dawne gimnazjum kard. Stefana Wyszyńskiego), po reformie edukacji w 2019 podstawówka. W budynku szkoły znajduje się tablica pamiątkowa poświęcona jednemu z pierwszych po 1945 nauczycieli we wsi. Był nim Kazimierz Borzymowski. Tablicę odsłonięto w 2000.
Ze wsią (nazwą) związany był założony w 2009 zespół kurpiowski „Kalina Zarębska”, który w 2016 odebrał Nagrodę Prezesa Związku Kurpiów Kurpik 2015 (kategoria Muzyka i taniec). Działała w nim młodzież z gminy Chorzele, w tym z Zarąb.
W 1998 mieszkało tu 850 osób. W 2002 we wsi istniały 236 gospodarstw domowych, w których mieszkały 832 osoby. W 2009 we wsi żyło 927 osób, w 2011 – 886 osób. Według spisu powszechnego z 2021 we wsi mieszkało 796 osób (47,7% kobiety, 52,3% mężczyźni).
Miejscowość jest siedzibą parafii rzymskokatolickiej św. Wawrzyńca, należącej do metropolii białostockiej, diecezji łomżyńskiej, dekanatu Chorzele.
W 1989 notowano 7 drewnianych zabytkowych domów z początku XX wieku. Istnieje tradycyjna zabudowa kurpiowska. Używane są nazwy miejscowe określające części wsi: Bogdaniec, Kwiatkowo, Borki, Podrzecze, Ostrówki, Góry (las), Podpiekielne (łąki), Zaszyjczka (łąki), W Mostach (łąka), Wypalenisko (pole, łąka), Zaprośniszcze (pole, łąka), Zaruszcze (pole, łąka), Zarycze (pole).
Przez wieś biegną dwie z turystycznych tras rowerowych proponowanych przez samorząd gminy Chorzele.
Sołtyską sołectwa Zaręby (wsie Zaręby i Kwiatkowo) jest Magdalena Klask. W 2021 zarejestrowano działalność OSP Zaręby.